# 佐藤草太
佐藤 草太（さとう そうた、1995年6月12日 - ）は、山梨県甲州市出身のハンドボール選手。日本ハンドボールリーグの琉球コラソン所属。

## 経歴
駿台甲府高等学校時代は2013年の全日本高等学校ハンドボール選手権大会（インターハイ）で優秀選手に選ばれた。
高校卒業後は順天堂大学へ進学。2017年の東日本学生選手権大会はB組1位で終え、個人表彰では特別賞を受賞。同年の関東学生ハンドボール・秋季リーグでは敢闘賞を受賞した。
2018年に日本ハンドボールリーグの琉球コラソンへ加入。加入後の4月に行われた第15回東アジアハンドボールクラブ選手権ではベストセブンを受賞した。2018-19年シーズンはチームトップ（リーグ13位）となる97得点を記録。

## 詳細情報

### 年度別成績
| 年       | チーム   | 試合 | フィールド 得点 | 率   | 7m    | 合計   | 警告 | 退場 | 失格 |
| -------- | -------- | ---- | --------------- | ---- | ----- | ------ | ---- | ---- | ---- |
| 2018-19  | 琉球     | 24   | 80/190          | .421 | 17/22 | 97/212 | 0    | 2    | 0    |
| JHL：1年 | JHL：1年 | 24   | 80/190          | .421 | 17/22 | 97/212 | 0    | 2    | 0    |

- 各年度の太字はリーグ最高

### 記録

#### 日本ハンドボールリーグ
- フィールドゴール初得点：2018年9月24日、対トヨタ自動車東日本戦（沖縄県立武道館アリーナ棟）[7]
- 7mスロー初得点：2018年10月6日、対北陸電力戦（北陸電力福井体育館フレア）[8]

### 背番号
- 23 (2018年 - )